# Nattokinase
Die Nattokinase ist ein Protein, das als Enzym erstmals aus dem japanischen Gericht Natto (fermentierten Sojabohnen) isoliert werden konnte.

## Geschichte
Natto wird in Japan schon seit etwa 1000 Jahren verzehrt. Es wird hergestellt, indem Sojabohnen einem Fermentationsprozess unterzogen werden, durch den sie sich in ihrer Konsistenz und dem Geschmack deutlich verändern. Dabei produzieren Bakterien das Enzym Nattokinase, um die Sojabohnen zu verdauen. Bei anderen Sojaprodukten werden ebenfalls Enzyme verwendet, jedoch konnte die Nattokinase ausschließlich in Natto gefunden werden.

## Eigenschaften
Der japanische Forscher Hiroyuki Sumi beschrieb das Protein erstmals 1987. Es handelt sich bei dem Enzym nicht um eine Kinase, sondern vielmehr eine Serinprotease der Subtilisin-Gruppe mit starker fibrinolytischer Aktivität. Das Protein besteht aus 362 Aminosäuren.

## Herstellung und Verwendung
Es gibt drei große Produzenten von Nattokinase weltweit. Dies sind Contek Life Science, Daiwa Pharmaceutical, und die Japanese Nattokinase Association, welche von der Japan Bio Science Laboratory organisiert wird. Nattokinase wird heute sowohl rekombinant als auch aus Bakterienkulturen extrahiert. So kann das Enzym zur Lebensmittelproduktion verwendet werden, ohne die gewünschten Speisen mit Bakterien versetzen zu müssen oder den umständlicheren Weg der Extraktion aus fertigem Natto zu wählen.

## Medizinische Aspekte
Da der Nattokinase traditionell eine positive Wirkung auf den Körper wie zum Beispiel Senkung des Blutdrucks und Schutz vor Gefäßerkrankungen zugeschrieben wird, wird das Enzym besonders im alternativmedizinischen Bereich als Nahrungsergänzungsmittel vermarktet. Der Einsatz bei anderen Komorbiditäten scheint jedoch nicht immer ungefährlich, Fallberichten zufolge kam es zu Hirnblutungen unter gleichzeitiger Einnahme von Nattokinase mit Gerinnungshemmern wie Acetylsalicylsäure, Phenprocoumon oder Warfarin.